# PGL Major: Stockholm 2021
Das PGL Major: Stockholm 2021 (kurz: PGL Stockholm 2021) war das 16. Major-Turnier in der E-Sport-Disziplin Counter-Strike: Global Offensive. Das Turnier wurde vom 26. Oktober 2021 bis zum 7. November 2021 in Stockholm ausgetragen. Die finale Champions Stage fand in der Avicii Arena statt. Stockholm ist nach Jönköping die zweite schwedische Stadt, die ein Major-Turnier austragen durfte. Das Preisgeld des Turniers betrug erstmals zwei Millionen US-Dollar.
Die ersten beiden Turnierabschnitte Challengers Stage und Legends Stage wurden im Schweizer System ausgetragen. Drei Siege berechtigten hier zum Einzug in die nächste Runde, nach drei Niederlagen scheidet ein Team aus. Die finale Champions Stage wurde im K.-o.-System ausgespielt.
Sieger des Turniers wurde Natus Vincere. Sie gewannen 2:0 im Finale gegen G2 Esports.

## Qualifikation
Die Qualifikation wurde getrennt in den Regionen Europa, GUS, Nordamerika, Südamerika, Ozeanien und Asien durchgeführt. In den Regionen konnten die Teams über mehrere Turniere hinweg Punkte ansammeln, welche schlussendlich über die Teilnahme entschieden. Die Verteilung der für das Turnier teilnahmeberechtigten Teams richtete sich nach den Ergebnissen der einzelnen Regionen auf dem letzten stattgefundenen Major in Berlin. Die Teams wurden dabei entsprechend ihrer Aufenthaltsorte den Regionen zugeordnet.

## Challengers Stage

### Teilnehmer
Acht Plätze wurden auf Grundlage der Plätze 9 bis 16 auf dem StarLadder Major: Berlin 2019 vergeben. Dort schieden sechs Teams aus Europa, ein Team aus der Region GUS und ein der Region Nordamerika zugeordnetes Team in der Legends-Stage aus. Die weiteren acht Plätze wurden auf Qualifikanten aus allen sechs Regionen verteilt, wobei den Regionen Europa und GUS jeweils zwei dieser Qualifikationsplätze zustanden.
- Astralis (Teilnehmer aus der Region Europa)
- ENCE (Teilnehmer aus der Region Europa)
- Berlin International Gaming (Teilnehmer aus der Region Europa)
- Movistar Riders (Teilnehmer aus der Region Europa)
- Heroic (Teilnehmer aus der Region Europa)
- MOUZ (Teilnehmer aus der Region Europa)
- Copenhagen Flames (Teilnehmer aus der Region Europa)
- FaZe Clan (Teilnehmer aus der Region Europa)
- Team Spirit (Teilnehmer aus der Region GUS)
- Entropiq (Teilnehmer aus der Region GUS)
- Virtus.pro (Teilnehmer aus der Region GUS)
- paiN Gaming (Teilnehmer aus der Region Nordamerika)
- Godsent (Teilnehmer aus der Region Nordamerika)
- Sharks Esports (Teilnehmer aus der Region Südamerika)
- TYLOO (Teilnehmer aus der Region Asien)
- Renegades (Teilnehmer aus der Region Ozeanien)

### Runde 1
|                             | Ergebnis |                   | S-N |
| --------------------------- | -------- | ----------------- | --- |
| Astralis                    | 06:16    | Copenhagen Flames | 0-0 |
| Team Spirit                 | 11:16    | FaZe Clan         | 0-0 |
| ENCE                        | 16:10    | Godsent           | 0-0 |
| paiN Gaming                 | 14:16    | Virtus.pro        | 0-0 |
| Berlin International Gaming | 16:13    | Entropiq          | 0-0 |
| Movistar Riders             | 16:13    | Renegades         | 0-0 |
| Heroic                      | 16:12    | TYLOO             | 0-0 |
| MOUZ                        | 16:06    | Sharks Esports    | 0-0 |

### Runde 2
|                             | Ergebnis |                   | S-N |
| --------------------------- | -------- | ----------------- | --- |
| ENCE                        | 12:16    | FaZe Clan         | 1-0 |
| Berlin International Gaming | 11:16    | Copenhagen Flames | 1-0 |
| Movistar Riders             | 12:16    | Virtus.pro        | 1-0 |
| Heroic                      | 16:11    | MOUZ              | 1-0 |
| Team Spirit                 | 16:12    | Godsent           | 0-1 |
| Astralis                    | 06:16    | Entropiq          | 0-1 |
| paiN Gaming                 | 14:16    | Renegades         | 0-1 |
| TYLOO                       | 16:14    | Sharks Esports    | 0-1 |

### Runde 3
|                             | Ergebnis          |                   | S-N |
| --------------------------- | ----------------- | ----------------- | --- |
| Virtus.pro                  | 14:16 06:16       | FaZe Clan         | 2-0 |
| Heroic                      | 07:16 :11 12:16   | Copenhagen Flames | 2-0 |
| Team Spirit                 | 16:03             | TYLOO             | 1-1 |
| Berlin International Gaming | 16:09             | Renegades         | 1-1 |
| ENCE                        | 16:11             | MOUZ              | 1-1 |
| Movistar Riders             | 12:16             | Entropiq          | 1-1 |
| Astralis                    | 16:03 16:11       | Godsent           | 0-2 |
| paiN Gaming                 | 16:19 22:20 16:04 | Sharks Esports    | 0-2 |

### Runde 4
|                             | Ergebnis          |             | S-N |
| --------------------------- | ----------------- | ----------- | --- |
| Virtus.pro                  | 16:07 12:16 19:15 | Team Spirit | 2-1 |
| Heroic                      | 16:10 14:16 04:16 | Entropiq    | 2-1 |
| Berlin International Gaming | 16:10 08:16 10:16 | ENCE        | 2-1 |
| Movistar Riders             | 16:14 07:16 19:16 | TYLOO       | 1-2 |
| MOUZ                        | 14:16 :10 16:06   | Renegades   | 1-2 |
| Astralis                    | 16:08 19:16       | paiN Gaming | 1-2 |

### Runde 5
|                             | Ergebnis          |                 | S-N |
| --------------------------- | ----------------- | --------------- | --- |
| Heroic                      | 16:07 16:14       | Movistar Riders | 2-2 |
| Berlin International Gaming | 16:10 12:16 12:16 | MOUZ            | 2-2 |
| Team Spirit                 | 08:16 12:16       | Astralis        | 2-2 |

## Legends Stage

### Teilnehmer
Acht Plätze wurden auf Grundlage der Plätze 1 bis 8 auf dem StarLadder Major: Berlin 2019 vergeben. Diese erreichten drei Teams aus Europa, zwei Teams aus der Region GUS und drei Teams aus der Region Nordamerika. Weitere acht qualifizierten sich über die vorangegangene Challenger-Stage.
- Ninjas in Pyjamas (Teilnehmer aus der Region Europa)
- Team Vitality (Teilnehmer aus der Region Europa)
- G2 Esports (Teilnehmer aus der Region Europa)
- Natus Vincere (Teilnehmer aus der Region GUS)
- Gambit Esports (Teilnehmer aus der Region GUS)
- FURIA Esports (Teilnehmer aus der Region Nordamerika)
- Team Liquid (Teilnehmer aus der Region Nordamerika)
- Evil Geniuses (Teilnehmer aus der Region Nordamerika)
- FaZe Clan (Challengers Stage)
- Copenhagen Flames (Challengers Stage)
- Virtus.pro (Challengers Stage)
- Entropiq (Challengers Stage)
- ENCE (Challengers Stage)
- Heroic (Challengers Stage)
- MOUZ (Challengers Stage)
- Astralis (Challengers Stage)

### Runde 1
|                   | Ergebnis |                   | S-N |
| ----------------- | -------- | ----------------- | --- |
| Evil Geniuses     | 06:16    | FaZe Clan         | 0-0 |
| G2 Esports        | 16:11    | Copenhagen Flames | 0-0 |
| Gambit Esports    | 16:07    | ENCE              | 0-0 |
| Team Liquid       | 09:16    | Entropiq          | 0-0 |
| Team Vitality     | 14:16    | Virtus.pro        | 0-0 |
| Natus Vincere     | 16:11    | Heroic            | 0-0 |
| Ninjas in Pyjamas | 16:12    | MOUZ              | 0-0 |
| FURIA Esports     | 10:16    | Astralis          | 0-0 |

### Runde 2
|                   | Ergebnis |                   | S-N |
| ----------------- | -------- | ----------------- | --- |
| G2 Esports        | 16:07    | FaZe Clan         | 1-0 |
| Gambit Esports    | 09:16    | Entropiq          | 1-0 |
| Natus Vincere     | 16:04    | Virtus.pro        | 1-0 |
| Ninjas in Pyjamas | 16:01    | Astralis          | 1-0 |
| Evil Geniuses     | 02:16    | Copenhagen Flames | 0-1 |
| Team Liquid       | 16:08    | ENCE              | 0-1 |
| Team Vitality     | 12:16    | Heroic            | 0-1 |
| FURIA Esports     | 16:09    | MOUZ              | 0-1 |

### Runde 3
|                | Ergebnis        |                   | S-N |
| -------------- | --------------- | ----------------- | --- |
| G2 Esports     | 16:14 16:08     | Entropiq          | 2-0 |
| Natus Vincere  | 16:09 16:09     | Ninjas in Pyjamas | 2-0 |
| FaZe Clan      | 06:16           | Copenhagen Flames | 1-1 |
| Gambit Esports | 16:14           | Virtus.pro        | 1-1 |
| Team Liquid    | 09:16           | FURIA Esports     | 1-1 |
| Astralis       | 07:16           | Heroic            | 1-1 |
| Team Vitality  | 13:16 :05 16:12 | Evil Geniuses     | 0-2 |
| MOUZ           | 16:06 16:10     | ENCE              | 0-2 |

### Runde 4
|                   | Ergebnis        |                   | S-N |
| ----------------- | --------------- | ----------------- | --- |
| Entropiq          | 06:16 :08 12:16 | FURIA Esports     | 2-1 |
| Ninjas in Pyjamas | 13:16 06:16     | Gambit Esports    | 2-1 |
| Heroic            | 16:04 13:16 :11 | Copenhagen Flames | 2-1 |
| FaZe Clan         | 16:08 22:19     | Team Liquid       | 1-2 |
| Astralis          | 10:16 :14 13:16 | Team Vitality     | 1-2 |
| Virtus.pro        | 09:16 :03 22:18 | MOUZ              | 1-2 |

### Runde 5
|                   | Ergebnis          |                   | S-N |
| ----------------- | ----------------- | ----------------- | --- |
| Entropiq          | 14:16 :13 05:16   | Team Vitality     | 2-2 |
| Virtus.pro        | 13:16 :14 16:11   | FaZe Clan         | 2-2 |
| Copenhagen Flames | 16:10 13:16 17:19 | Ninjas in Pyjamas | 2-2 |

## Champions Stage
|  | Viertelfinale                     | Viertelfinale     | Viertelfinale  | Viertelfinale | Viertelfinale |          |                   | Halbfinale    | Halbfinale | Halbfinale | Halbfinale | Halbfinale |  |  | Finale | Finale | Finale | Finale | Finale |
|  |                                   |                   |                |               |               |          |                   |               |            |            |            |            |  |  |        |        |        |        |        |
|  | Russland                          | Natus Vincere     | 16             | 16            | -             |          |                   |               |            |            |            |            |  |  |        |        |        |        |        |
|  | Frankreich                        | Team Vitality     | 11             | 13            | -             |          |                   |               |            |            |            |            |  |  |        |        |        |        |        |
|  | Frankreich                        | Team Vitality     | 11             | 13            | -             | Russland | Natus Vincere     | 16            | 16         | -          |            |            |  |  |        |        |        |        |        |
|  |                                   |                   |                |               |               | Russland | Natus Vincere     | 16            | 16         | -          |            |            |  |  |        |        |        |        |        |
|  |                                   | Russland          | Gambit Esports | 8             | 3             | -        |                   |               |            |            |            |            |  |  |        |        |        |        |        |
|  | Brasilien                         | Russland          | Gambit Esports | 8             | 3             | -        | FURIA Esports     | 17            | 10         | -          |            |            |  |  |        |        |        |        |        |
|  | Brasilien                         |                   |                |               |               |          | FURIA Esports     | 17            | 10         | -          |            |            |  |  |        |        |        |        |        |
|  | Russland                          | Gambit Esports    | 16             | 19            | -             |          |                   |               |            |            |            |            |  |  |        |        |        |        |        |
|  |                                   |                   |                |               |               |          | Russland          | Natus Vincere | 16         | 22         | -          |            |  |  |        |        |        |        |        |
|  |                                   | Europaische Union | G2 Esports     | 11            | 19            | -        |                   |               |            |            |            |            |  |  |        |        |        |        |        |
|  | Danemark                          | Heroic            | 16             | 13            | 16            |          |                   |               |            |            |            |            |  |  |        |        |        |        |        |
|  | Gemeinschaft Unabhängiger Staaten | Virtus.pro        | 10             | 16            | 12            |          |                   |               |            |            |            |            |  |  |        |        |        |        |        |
|  | Gemeinschaft Unabhängiger Staaten | Virtus.pro        | 10             | 16            | 12            | Danemark | Heroic            | 16            | 10         | 15         |            |            |  |  |        |        |        |        |        |
|  |                                   |                   |                |               |               | Danemark | Heroic            | 16            | 10         | 15         |            |            |  |  |        |        |        |        |        |
|  |                                   | Europaische Union | G2 Esports     | 12            | 16            | 19       |                   |               |            |            |            |            |  |  |        |        |        |        |        |
|  | Schweden                          | Europaische Union | G2 Esports     | 12            | 16            | 19       | Ninjas in Pyjamas | 11            | 11         | -          |            |            |  |  |        |        |        |        |        |
|  | Schweden                          |                   |                |               |               |          | Ninjas in Pyjamas | 11            | 11         | -          |            |            |  |  |        |        |        |        |        |
|  | Europaische Union                 | G2 Esports        | 16             | 16            | -             |          |                   |               |            |            |            |            |  |  |        |        |        |        |        |

## Preisgeldverteilung
| Platz    | Clan                                                                              | Preisgeld (in US-Dollar) |
| -------- | --------------------------------------------------------------------------------- | ------------------------ |
| 1.       | Natus Vincere                                                                     | 1.000.000                |
| 2.       | G2 Esports                                                                        | 300.000                  |
| 3. – 4.  | Gambit Esports Heroic                                                             | 140.000                  |
| 5. – 8.  | FURIA Esports Ninjas in Pyjamas Team Vitality Virtus.pro                          | 70.000                   |
| 9. – 16. | Astralis Copenhagen Flames ENCE Entropiq Evil Geniuses FaZe Clan MOUZ Team Liquid | 17.500                   |